# Leland H. Hartwell
Leland Harrison Hartwell (ur. 30 października 1939 w Los Angeles) – amerykański biochemik, laureat Nagrody Nobla w dziedzinie medycyny w 2001 roku.
Studia ukończył na California Institute of Technology w 1961 roku, a tytuł doktora zdobył w roku 1964 na Massachusetts Institute of Technology. W latach 1965–1968 odbywał staż na Uniwersytecie Kalifornijskim w Irvine, po czym przeniósł się do University of Washington w Seattle.
Obecnie jest dyrektorem Centrum Badań nad Rakiem im. Freda Hutchinsona w Seattle.
W 1998 roku otrzymał amerykańską Nagrodę Laskera, razem z Brytyjczykiem Paulem Nurse’em i Japończykiem Yoshio Masui. W 2001 roku razem z Nurse’em i Timothym Huntem został laureatem Nagrody Nobla w dziedzinie fizjologii i medycyny za odkrycia dotyczące kontroli cyklu komórkowego, pozwalające stworzyć nowe możliwości w terapii chorób nowotworowych.